# Кубок Лейвера
Кубок Лейвера (англ. The Laver Cup) — международный теннисный мужской турнир, проводимый на закрытых кортах между командой Европы и командой Мира (последняя состоит из игроков неевропейских стран). Проводится ежегодно через две недели после окончания Открытого чемпионата США (US Open), место проведения меняется каждый год. Игроки получают гарантированные выплаты за участие в зависимости от рейтинга, кроме того каждый участник команды-победительницы получает 250 000 долларов США призовых. Результаты турнира не учитываются в расчете рейтинга ATP.
В соревновании принимают участие шесть европейских теннисистов и шесть теннисистов, представляющих остальной мир. В течение трёх дней проводится 12 матчей (9 одиночных и 3 парных), за победу в каждом матче первого дня команда получает 1 очко, каждая победа в матчах второго дня оценивается в 2 очка, в третий день каждая победа приносит 3 очка. Каждый игрок должен сыграть хотя бы в одном одиночном матче, и минимум четыре из шести участников команды должны принять участие в парах. Все матчи играются из трёх сетов, третий сет играется в формате тай-брейка до 10 очков. При счёте 12:12 победителя определяет дополнительный парный матч с любыми участниками. На первые три турнира капитанами команд назначены: Бьорн Борг (Швеция) — Европа, Джон Макинрой (США) — Остальной мир.

## История
Турнир назван в честь легендарного австралийского теннисиста Рода Лейвера, который признан многими как один из величайших игроков в истории спорта. В организации турнира принял участие Роджер Федерер.
| Год  | Победитель                                 | Счёт                                       | Проигравший                                | Город                                      | Место проведения                           | Капитан команды Европы                     | Капитан команды остального мира            |
| ---- | ------------------------------------------ | ------------------------------------------ | ------------------------------------------ | ------------------------------------------ | ------------------------------------------ | ------------------------------------------ | ------------------------------------------ |
| 2017 | Команда Европы                             | 15:9                                       | Команда мира                               | Прага, Чехия                               | O2 Arena                                   | Бьорн Борг                                 | Джон Макинрой                              |
| 2018 | Команда Европы                             | 13:8                                       | Команда мира                               | Чикаго, США                                | Юнайтед-центр                              | Бьорн Борг                                 | Джон Макинрой                              |
| 2019 | Команда Европы                             | 13:11                                      | Команда мира                               | Женева, Швейцария                          | Palexpo                                    | Бьорн Борг                                 | Джон Макинрой                              |
| 2020 | Турнир был отменён из-за пандемии COVID-19 | Турнир был отменён из-за пандемии COVID-19 | Турнир был отменён из-за пандемии COVID-19 | Турнир был отменён из-за пандемии COVID-19 | Турнир был отменён из-за пандемии COVID-19 | Турнир был отменён из-за пандемии COVID-19 | Турнир был отменён из-за пандемии COVID-19 |
| 2021 | Команда Европы                             | 14:1                                       | Команда мира                               | Бостон, США                                | TD Garden                                  | Бьорн Борг                                 | Джон Макинрой                              |
| 2022 | Команда мира                               | 13:8                                       | Команда Европы                             | Лондон, Великобритания                     | O2 Arena                                   | Бьорн Борг                                 | Джон Макинрой                              |
| 2023 | Команда мира                               | 13:2                                       | Команда Европы                             | Ванкувер, Канада                           | Роджерс-арена                              | Бьорн Борг                                 | Джон Макинрой                              |
| 2024 | Команда Европы                             | 13:11                                      | Команда мира                               | Берлин, Германия                           | Убер Арена                                 | Бьорн Борг                                 | Джон Макинрой                              |
| 2025 |                                            |                                            |                                            | Сан-Франциско, США                         | Чейз-центр                                 |                                            |                                            |

### 2017
Первый турнир на Кубок Лейвера состоялся в Праге с 22 по 24 сентября 2017 года. Уверенную победу со счетом 15-9 одержала сборная Европы.
| Команда Европы   | Команда Европы |
| Игрок            | Рейтинг*       |
| ---------------- | -------------- |
| Рафаэль Надаль   | 1              |
| Роджер Федерер   | 2              |
| Александр Зверев | 4              |
| Марин Чилич      | 5              |
| Доминик Тим      | 7              |
| Томаш Бердых     | 19             |

| Команда остального мира | Команда остального мира |
| Игрок                   | Рейтинг*                |
| ----------------------- | ----------------------- |
| Сэм Куэрри              | 16                      |
| Джон Изнер              | 17                      |
| Ник Кирьос              | 20                      |
| Джек Сок                | 21                      |
| Денис Шаповалов         | 51                      |
| Фрэнсис Тиафо           | 72                      |

* Одиночные рейтинги по состоянию на 18 сентября 2017

### 2018
Второй турнир на кубок Лейвера проходил в United Center в Чикаго с 21 по 23 сентября 2018 года.
| Команда Европы   | Команда Европы |
| Игрок            | Рейтинг*       |
| ---------------- | -------------- |
| Роджер Федерер   | 2              |
| Новак Джокович   | 3              |
| Александр Зверев | 5              |
| Григор Димитров  | 7              |
| Давид Гоффен     | 11             |
| Кайл Эдмунд      | 16             |

| Команда остального мира | Команда остального мира |
| Игрок                   | Рейтинг*                |
| ----------------------- | ----------------------- |
| Кевин Андерсон          | 9                       |
| Джон Изнер              | 10                      |
| Диего Шварцман          | 14                      |
| Джек Сок                | 17                      |
| Ник Кирьос              | 27                      |
| Фрэнсис Тиафо           | 40                      |

* Одиночные рейтинги по состоянию на 17 сентября 2018

### 2019
Третий турнир на кубок Лейвера прошёл в Palexpo в Женеве с 20 по 22 сентября 2019 года.
| Команда Европы   | Команда Европы |
| Игрок            | Рейтинг*       |
| ---------------- | -------------- |
| Рафаэль Надаль   | 2              |
| Роджер Федерер   | 3              |
| Доминик Тим      | 5              |
| Александр Зверев | 6              |
| Стефанос Циципас | 7              |
| Фабио Фоньини    | 11             |

| Команда остального мира | Команда остального мира |
| Игрок                   | Рейтинг*                |
| ----------------------- | ----------------------- |
| Джон Изнер              | 20                      |
| Милош Раонич            | 24                      |
| Ник Кирьос              | 27                      |
| Тейлор Фриц             | 30                      |
| Денис Шаповалов         | 33                      |
| Джек Сок                | 210                     |

* Одиночные рейтинги по состоянию на 16 сентября 2019

### 2021
Четвёртый турнир на кубок Лейвера прошёл в TD Garden в Бостоне с 24 по 26 сентября 2021 года.
| Команда Европы    | Команда Европы |
| Игрок             | Рейтинг*       |
| ----------------- | -------------- |
| Даниил Медведев   | 2              |
| Стефанос Циципас  | 3              |
| Александр Зверев  | 4              |
| Андрей Рублёв     | 5              |
| Маттео Берреттини | 7              |
| Каспер Рууд       | 10             |

| Команда остального мира | Команда остального мира |
| Игрок                   | Рейтинг*                |
| ----------------------- | ----------------------- |
| Феликс Оже-Альяссим     | 11                      |
| Денис Шаповалов         | 12                      |
| Диего Шварцман          | 15                      |
| Райли Опелка            | 19                      |
| Джон Изнер              | 22                      |
| Ник Кирьос              | 95                      |

* Одиночные рейтинги по состоянию на 20 сентября 2021

### 2022
Пятый турнир на кубок Лейвера прошёл в O2 Арена в Лондоне с 23 по 25 сентября 2022 года.
| Команда Европы    | Команда Европы |
| Игрок             | Рейтинг*       |
| ----------------- | -------------- |
| Каспер Рууд       | 2              |
| Рафаэль Надаль    | 3              |
| Стефанос Циципас  | 6              |
| Новак Джокович    | 7              |
| Роджер Федерер    | 9              |
| Энди Маррей       | 43             |
| Маттео Берреттини | 15             |
| Кэмерон Норри     | 8              |

| Команда остального мира | Команда остального мира |
| Игрок                   | Рейтинг*                |
| ----------------------- | ----------------------- |
| Тейлор Фриц             | 12                      |
| Феликс Оже-Альяссим     | 13                      |
| Диего Шварцман          | 17                      |
| Фрэнсис Тиафо           | 19                      |
| Алекс де Минор          | 22                      |
| Джек Сок                | 128                     |

* Одиночные рейтинги по состоянию на 19 сентября 2022

### 2023
Шестой турнир прошёл в Канаде в Ванкувере с 22 по 24 сентября 2023 года в Роджерс арене.
| Команда Европы             | Команда Европы |
| Игрок                      | Рейтинг*       |
| -------------------------- | -------------- |
| Андрей Рублëв              | 6              |
| Каспер Рууд                | 9              |
| Хуберт Хуркач              | 16             |
| Алехандро Давидович Фокина | 25             |
| Гаэль Монфис               | 35             |
| Артюр Фис                  | 44             |

| Команда остального мира | Команда остального мира |
| Игрок                   | Рейтинг*                |
| ----------------------- | ----------------------- |
| Тейлор Фриц             | 8                       |
| Фрэнсис Тиафо           | 11                      |
| Томми Пол               | 13                      |
| Феликс Оже-Альяссим     | 14                      |
| Бен Шелтон              | 19                      |
| Франсиско Серундоло     | 21                      |
| Кристофер Юбэнкс        | 32                      |
| Милош Раонич            | 33                      |

* Одиночные рейтинги по состоянию на 18 сентября 2023

### 2024
Седьмой кубок Лейвера прошёл в Берлине с 20 по 22 сентября 2024 года в «Убер Арене».